# Waynesfield
Waynesfield est un village américain situé dans le comté d'Auglaize, dans l'Ohio.

## Démographie
Selon le recensement de 2020, sa population est de 749 habitants.